# Ust-Isjim
Ust-Isjim (ryska: Усть-Ишим) är en ort i Omskregionen i Sibirien i Ryssland. Den är administrativt centrum för distriktet Ust-Isjim.
Ust-Isjim ligger på Isjimslätten, som är en del av den västsibiriska slätten, omkring 560 kilometer nordväst om Omsk. Till närmast större stad Tara är det 260 kilometer. Vid orten mynnar floden Isjim i Irtysj.
Invånaranatalet är 4.802 (2010).

## Historik
På 1200-talet bodde ugriska stammar i trakten. Vid mitten av 1200-talet anlände turkiska stammar, senare kallade sibiriska tatarer från söder och pressade ugrerna norrut. På platsen uppstod staden Kyzyl-Tura ("Röda staden"), som tatarisk huvudort. 
År 1631 byggde ryssarna befästningarna Tebendi och Ishim för att skydda sig mot nomaderna, som härjade de ryska bosättningarna,som ursprungligen var militärer på årslånga kommenderingar från Tara. Civil rysk bosättning påbörjades under första hälften av 1700-talet. Mer omfattande bosättning i trakten blev det först under 1800-talet längs Irtysj och Isjim och deras bifloder.
Från slutet av 1940-talet började en storskalig skogsindustri i trakten.

## Klimat
Klimatet är markant kontinentalt, med svåra och långa vintrar och korta somrar, med betydande temperaturskillnader mellan klimatsäsongerna och under dagen. Den genomsnittliga årliga temperaturen är under noll och uppgår till -0,1° С. Medeltemperaturen i juli är +18,1° С, januari –19,2° С. Den årliga nederbörden är 464 millimeter. Den största mängden nederbörd faller under den varma säsongen (73 millimeter i juli). 15 millimeter faller i februari.